# Karla Erbová
Karla Erbová (30. dubna 1933 Plzeň – 19. března 2024 Praha) byla česká básnířka a spisovatelka.

## Život

### Původ
Narodila se v Plzni na Doubravce v rodině Karla a Marie Fremrových. Otec pracoval jako dělník, matka byla v domácnosti.

### Studium, zaměstnání, činnost v organizacích
Po absolvování Střední sociálně zdravotnické školy v Plzni (1950) pracovala jako sekretářka, nejprve v Západočeských papírnách, následně na Západočeském krajském národním výboru v Plzni, odkud byla s nastupující normalizací propuštěna. Od 1. poloviny 70. let byla zaměstnána u Sdělovací a zabezpečovací distance Československých státních drah, v té době také absolvovala kurz pro sekretářky při Státním ústavu těsnopisném. Po přestěhování z Plzně do Prahy zastávala místo směnové provozní v Ústředním kulturním domě železničářů v Praze (1984–1991).
V 90. letech spolupracovala s rozhlasem a jako externí redaktorka připravila více než 250 příspěvků pro Rádio Svobodná Evropa.
V letech 1995 až 1997 byla předsedkyní Společnosti Národní knihovny České republiky, byla členkou Českého centra Mezinárodního PEN klubu, Umělecké besedy a Střediska západočeských spisovatelů.

## Literární dílo
Její první otištěná báseň, s názvem Matčiny ruce, vyšla v roce 1947 v Pravdě, od té doby přispívala příležitostně do řady novin a časopisů. Byla zakládající členkou plzeňské literární skupiny Červen 63. V roce 1966 jí vyšla prvotina Neklid (pod tehdejším jménem Karla Papežová). Po politických prověrkách se dostala mezi nežádoucí autory a na více než dvacet let ztratila možnost knižně publikovat. Do oficiální literatury se mohla vrátit až po roce 1989, od té doby jí vyšlo přes 30 básnických sbírek a několik próz. Ve spolupráci s výtvarníky byly její básně vydány také v podobě bibliofilií. Svými texty přispěla do řady sborníků a almanachů. Poezie Karly Erbové byla přeložena do němčiny, polštiny, lužické srbštiny, francouzštiny, bulharštiny, esperanta a italštiny.
„Byla neskutečně pracovitá, zásadová a inspirující. Svůj čas zúročila měrou vrchovatou. Věřila, že prostřednictvím textů a básní je čtenář v autorově blízkosti, na dálku si s ním podává ruku,“ napsal o ní Vojtěch Kemenny z nakladatelství Theatrum mundi.
Držitelem výhradní licence k literárnímu dílu Karly Erbové je spolek Theatrum mundi, z. s.

### Poezie

#### Básnické sbírky
- Neklid (1966) – V Plzni: Západočeské nakladatelství, 1966. Obálka Marie Lacigová, frontispice Zdeněk Brdlík. 67 stran.

- Komu mé kosti (1991) – Plzeň: Západočeské nakladatelství, 1991. 111 stran. Bakalář: díla plzeňských rodáků, sv. 7. Fotografie, přebal, vazba a grafická úprava Bořivoj Hořínek. ISBN 80-7088-030-9.

- Iokasty Glauké Klytaiméstry (1994) – Výtvarný doprovod Josef Piorecký. 47 stran.

- Armor (1995) – Plzeň: Public, 1995. 31 stran. Výtvarný doprovod Milan Novobilský. ISBN 80-901738-2-9.

- Mukáň (1996) – 47 stran. Výtvarný doprovod Lada Novotná. ISBN 80-238-0479-0

- Náměstí zázraků (1996) – Plzeň: Public, 1996. 41 stran. Výtvarný doprovod Milan Novobilský. ISBN 80-901738-5-3.

- Terra cota (1998) – V Plzni: Středisko západočeských spisovatelů, 1998. 79 stran. Výtvarný doprovod Jiřina Michálková.  ISBN 80-238-2156-3.

- Krajina s osamělým jezdcem (2000) – Vyd. 1. Praha: Protis, 2000. 70 s. Výtvarný doprovod Jan M. Krejčí. ISBN 80-85940-36-1.

- Liánový most (2002) – Praha: Protis, 2002. 106 stran. Výtvarný doprovod Zbigniew Kresowaty. ISBN 80-85940-44-2.

- Již nikdy nedovolím požáru- = Juž nigdy pożarem mi nie płonąć-: George Sand – Fryderyk Chopin. (2003) – Tišnov: Sursum, 2003.  Výtvarný doprovod Miroslav Houra, překlad do polštiny Jan Pyszko, doslov Vladimír Novotný. 49 stran. ISBN 80-7323-037-2.

- Vasquezův jestřáb (2005) – Plzeň: Fraus, 2005. Výtvarný doprovod Miroslav Houra. 70 stran. ISBN 80-7238-490-2.

- Betty (2006) – Plzeň: Středisko západočeských spisovatelů, 2006. Výtvarný doprovod Jiřina Michálková. 28 stran. ISBN 80-239-6680-4.

- Smírčí kámen (2007) – Praha: Protis, 2007. 105 stran. ISBN 978-80-7386-004-2.

- Ulita (2008) – Plzeň: Pro libris, 2008. Frontispice Jana Jeremiášová, doslov Vladimír Novotný. ISBN 978-80-86446-41-7.[11]

- Přesto (2009) – Tišnov: Sursum, 2009. Frontispis Miroslav Houra. 71 stran. ISBN 978-80-7323-192-7.

- Krajina s podpisy = Pejzaĝo kun signaturoj (2010) – Dobříš: Petr Dvořák – tiskárna, 2010. Výtvarný doprovod Karla Erbová, překlad do esperanta Jaroslav Krolupper. 97 stran. ISBN 978-80-87241-09-7.

- Únava z lidskosti (2012) – Tišnov: Sursum, 2012. Výtvarný doprovod Miroslav Houra. 74 stran. ISBN 978-80-7323-232-0.

- Kdosi (2013) – Plzeň: Nava. Výtvarný doprovod Mirolav Houra. 73 stran. ISBN 978-80-7211-438-2.

- Mrtvému zimník (2014) – V Ústí nad Labem: Severočeská vědecká knihovna spolu se Severočeským klubem spisovatelů ÚL. Výtvarný doprovod Karla Erbová. 48 stran. ISBN 978-80-7055-197-4.

- Večery s koroptví (2014) – Plzeň: Pro libris, 2014. Výtvarný doprovod Antonín Lněnička, doslov Vladimír Novotný. 58 stran. ISBN 978-80-86446-74-5.

- Fragmenty Fresky Mýty (2015) – Ústí nad Labem: Severočeská vědecká knihovna spolu se Severočeským klubem spisovatelů ÚL, 78 stran. ISBN 978-80-7055-210-0.

- Na příkrém břehu světa (2016) – [Tišnov]: Sursum. 85 stran. ISBN 978-80-7323-297-9.

- Doteky = Les Touches (2016) – Plzeň: Nava. Výtvarný doprovod Václav Malina, překlad do francouzštiny Bruno Suc. 91 stran. ISBN 978-80-7211-500-6.

- Tíseň (2018) – Pro libris, z.s. ve spolupráci s Knihovnou města Plzně, p.o., 2018. 31 stran. ISBN 978-80-86446-97-4.

- Vlnolamy aneb Aby tu zůstal na kameni kámen (2018) – Praha: Theatrum mundi, 2018. 89 stran. ISBN 978-80-907056-1-6.

- Nedohrané partie (2019) – Praha: Theatrum mundi. 20 nečíslovaných stran. ISBN 978-80-907056-6-1.

- Žena žena žena (2019) – Plzeň: Miloslav Krist – ArtKrist, 2019. Výtvarný doprovod Jiřina Michálková. 27 stran. ISBN 978-80-88357-00-1.

- Už jsem tu kdysi s kýmsi šel (2021) – Plzeň: Miloslav Krist – ArtKrist, 2021. Fotografie Eva Hubatová. 35 stran. ISBN 978-80-88357-07-0.

- Ariadné na Naxu (2021) – Plzeň: Miloslav Krist – ArtKrist, 2021. Fotografie Eva Hubatová. 29 stran. ISBN 978-80-88357-12-4.

- Appassionata (2022) – Plzeň: Miloslav Krist – ArtKrist, 2022. Fotografie Eva Hubatová. 42 nečíslovaných stran. ISBN 978-80-88357-27-8.
- Lampářka hudba (2025) – Praha: Theatrum mundi, 2025. Fotografie Vojtěch Kemenny. 37 stran. ISBN 978-80-908842-1-2.

#### Výbory z poezie
- Pití Sokratovo (2022) – Praha: Theatrum mundi, 2022. Fotografie Vojtěch Kemenny. 283 stran. ISBN 978-80-907056-9-2.

### Próza
- Kalendář plzeňský. 2003, Příběhy členů jednoho plzeňského rodu. (2002) – Plzeň: Fraus, [2002]. Úvodní slovo Hana Gerzanicová, ilustrace a grafická úprava Helena Vendová. 31 stran. ISBN 80-7238-221-7.

- Potomci neslavných (2007) – Plzeň: Nava, 2008. 133 stran. ISBN 978-80-7211-290-6.

- Dům tanců a lží (2010) – Plzeň: Nava, 2010. 148 stran. ISBN 978-80-7211-366-8.

- Putování za sokolníkem (2013) – Tišnov: Sursum, 2013. 153 stran. ISBN 978-80-7323-254-2.

### Edice Strom
Od prosince 1990 do září 1999 vydávala Karla Erbová vlastním nákladem v edici Strom vždy po 20 výtiscích doposud nepublikovanou poezii a prózu. Součástí edice byly také tři svazky publicistických textů. Celkově vyšlo 19 svazků, vydávání edice bylo přerušeno z finančních důvodů. Každý svazek byl podepsaný autorkou a očíslovaný podle následujícího rozdělovníku: č. 1 Karla Erbová, č. 2 Josef Hrubý, č. 3 Vladimír Komárek, č. 4 Josef Jícha, č. 5 Alena Dvořáková, č. 6 Josef Brand, č. 7 Gita Šimandlová, č. 8 Rudolf Matys, č. 9 Jiří Pelikán, po jeho smrti Miloslava Ledvinová, č. 10 Libuše Seemannová, č. 11 Libuše Kopáčková, č. 12 Alena Kuldová, č. 13 Jana Šípová, č. 14 Josef Vedral, č. 15 Josef Koenigsmark, po jeho smrti Ladislav Muška, č. 16 Jaroslav Šťastný, č. 17 Libuše Burianová, č. 18 Josef Piorecký, č. 19 Věra Fremrová, č. 20 patrně archiv autorky.
1. Pamětín: verše z let 1970–1990. V Praze: K. Erbová, 1990. 57 stran. (poezie)
2. Mrtvé medúzy: 1970. V Praze: K. Erbová, 1991. 66 stran. (próza)
3. Pod kůží sladký trn (Vždyť miluješ svou lásku ke mně. Franz Kafka – Milena Jesenská; 1986. Deset dopisů Alžběty Textorové, provdané Goetheové, synovi Johannu Wolfgangovi; 1984. Lampářka hudba; 1985–1986). V Praze: K. Erbová, 1991. 45 stran. (poezie)
4. Krajina s osudy: 1990/91. V Praze: K. Erbová, 1992. 140 stran. (próza)
5. Jak zebe slunce: chvalozpěvy z pozdních římských panegyriků. V Praze: K. Erbová, 1992. 24 stran (poezie)
6. Kamínek na dně. V Praze: K. Erbová, 1993. 33 stran. (próza)
7. Dědeček Vojtěch a my niemandi. V Praze: K. Erbová, 1993. 68 stran. (próza)
8. Iokasty Glauké Klytaiméstry: 1990–1993. V Praze: K. Erbová, 1994. 40 stran. (poezie)
9. Salon pro psy a jiná zvířata. V Praze: K. Erbová, 1994. 69 stran. (próza)
10. Pour féliciter: 1977–1995. V Praze: K. Erbová, 1995. 41 nečíslovaných stran. (poezie)
11. Odvrácená tvář úsměvu. 1. část. V Praze: K. Erbová, 1995. 99 stran. (próza)
12. Odvrácená tvář úsměvu. 2. část. V Praze: K. Erbová, 1996. 33 stran. (próza)
13. Odvrácená tvář úsměvu. 3. část. V Praze: K. Erbová, 1996. 62 stran. (próza)
14. Ogowe: Albert Schweitzer: Štrasburk 1920 – Kuřim 1996. V Praze: K. Erbová, 1997. 30 nečíslovaných stran. (poezie)
15. Nebe peklo ráj. V Praze: K. Erbová, 1997. 20 stran. (próza)
16. Putování za mínójským princem: Kréta 1995 – Kuřim 1997. V Praze: K. Erbová, 1998. 110 s. (próza)
17. Radio Svobodná Evropa. Díl první. V Praze: K. Erbová, 1998. 72 nečíslovaných stran. Strom, sv. 17. (publicistika)
18. Radio Svobodná Evropa. Díl druhý. V Praze: K. Erbová, 1999. 44 nečíslovaných stran. Strom, sv. 18. (publicistika)
19. Radio Svobodná Evropa. Díl třetí. V Praze: K. Erbová, 1999. 44 nečíslovaných stran. Strom, sv. 19. (publicistika)

### Bibliofilie
- Via dolorosa: Vladimíru Komárkovi. Karlovy Vary: K. Erbová, 1992. 14 nečíslovaných stran.
- Vždyť miluješ svou lásku ke mně: (Franz Kafka – Milena Jesenská). K. Erbová, 1993. 15 nečíslovaných stran.
- Rybáři z Camaret. [Praha]: [Vladimír Bujárek], 1995. 4 nečíslované listy. Linoryty Miroslav Houra, dřevoryt Vladimír Komárek.
- Obrazy obrazů.  Dolany, 1995. Ilustrace Josef Piorecký.40 stran.
- Oslovení. 1999. Ilustrace Jiří Poslední. 7 nečíslovaných stran. ISBN 80-238-4475-X.
- Živly. V Chotěšově: Konvent, 1999. Ilustrace Jiří Poslední, výtvarná spolupráce Miroslav Tříska. 14 nečíslovaných stran. ISBN 80-238-5292-2.
- Naděje na slunovrat. 2000. Ilustrace Jiří Poslední. 3 strany.
- Plzni.  V Chotěšově: Konvent, 2001. Výtvarná spolupráce a serigrafie Jiří Poslední, úprava textu Miroslav Tříska.16 nečíslovaných stran. ISBN 80-238-7888-3.
- Již nikdy nedovolím požáru. Plzeň: Pro libris, 2003. Frontispis Tomáš Kůs, doslov Vladimír Novotný. 12 nečíslovaných stran. ISBN 80-86446-11-5.
- V básni se rozední = Le jour se lève au poème. Plzeň: Pro libris, 2003. Ilustrace Jana Jeremiášová, překlad do francouzštiny Jean-Louis Bradel, Danuše Bělohlávková a Jana Horáková. 36 nečíslovaných stran. ISBN 80-86446-13-1.
- Dům plný dopisů: [fiktivní dopisy Franze Kafky (1883-1924) a Mileny Jesenské (1896-1944)]. (2004) - Plzeň: Pro libris, 2004. Frontispice Jiří Poslední, doslov Vladimír Novotný. 17 nečíslovaných stran. ISBN 80-86446-17-4.
- Dům plný dopisů: [fiktivní dopisy Franze Kafky (1883-1924) a Mileny Jesenské (1896-1944)].  2. bibliofilské, přepracované vydání sbírky Vždyť miluješ svou lásku ke mně... Praha: Karla Erbová, 2004. Výtvarný doprovod Jiřina Michálková. 17 nečíslovaných stran. ISBN 80-239-2707-8.
- Dům plný dopisů. 2. bibliofilské, přepracované vydání sbírky Vždyť miluješ svou lásku ke mně... V Chotěšově: Konvent, 2004. Grafický doprovod Jiří Poslední, úprava textu a knižní vazba Miroslav Tříska. 8 nečíslovaných stran. ISBN 80-239-3127-X.
- Dům plný dopisů.  2. bibliofilské, přeprac. vyd. sbírky Vždyť miluješ svou lásku ke mně... V Chotěšově: Konvent, 2004. Grafický doprovod Jiří Poslední, úprava textu a knižní vazba Miroslav Tříska. 9 nečíslovaných stran. ISBN 80-239-3198-9.
- V ateliéru.  V Chotěšově: 2010. Grafický doprovod Pavel Michalec a Jiří Poslední. 4 nečíslované stránky.
- Útržek dopisu krásné Neznámé Giacomu Casanovovi. 1. bibliofilské vydání. V Chotěšově: 2011. Originální serigrafií výtvarně doprovodil Jiří Poslední. 4 nečíslované stránky. ISBN 978-80-260-1171-2.

### Příspěvky ve sbornících, antologiích, almanaších, ročenkách a grafických dílech
- Pro tento den: povídky, básně, fotografie a reportáže... V Plzni: Krajské nakladatelství, 1964. Obálka a kresby Lumír Topinka. 157 stran.
- Srdce ve skříni: básně věnované Vladimíru Komárkovi. Karla Erbová, Richard Bergman, Jindřich Hilčr, Miroslav Horníček, Josef Hubař, Petr Kovařík, Ludvík Kundera, Jiří Suchý, Karel Sýs a Jiří Žáček. Tisk: V. Heřman, K. a J. Martincovi, 1981. 11 nečíslovaných stran.
- 30 let Ústředního kulturního domu železničářů: almanach ke 30. výročí ÚKDŽ. Praha: Ústřední kulturní dům železničářů, 1988. 100 nečíslovaných stran.
- Melodie.  [Plzeň]: Středisko západočeských spisovatelů, 1991. 16 stran. Vernisáž, sv. 1. Redakce Karel Fron, protitul Petr Strnad. 1992
- Milostné mosty.  [Plzeň]: Středisko západočeských spisovatelů, 1992. 19 s. Vernisáž, sv. 2. Redakce Josef Hrách, na protitulu grafika Ludmily Jiřincové. 1993
- Krajina v nás.  [Plzeň]: Středisko západočeských spisovatelů, 1993. 21 stran. Vernisáž, sv. 5. Redakce Karla Erbová, na protitulu grafika Vladimíra Komárka.
- Mezi Radbuzou a Řeznou: česko – bavorská antologie. [Plzeň]: Středisko západočeských spisovatelů, [1993]. Připravili František Fabian, Josef Hrubý a Bernhard Setzwein, německé texty do češtiny převedl František Fabian, ilustrace Alena Koenigsmarková a Stanislav Jurík. 167 stran
- Proměny: sborník literární soutěže ke 125. výročí města Varnsdorfu. Varnsdorf: Městská knihovna Varnsdorf, 1993. Sestavili Martin Havlíček a Milan Hrabal, ilustrace Klára Poláčková. 84 stran.
- Volná sebrání aneb Solná jezera. [Plzeň]: Středisko západočeských spisovatelů, 1993. 20 stran. Vernisáž, sv. 4. Redakce Helena Šlesingerová, protitul Marie Zichová.
- Zwischen Radbuza und Regen: ein bayrisch-böhmisches Lesebuch. Herausgegeben von František Fabian, Josef Hrubý und Bernhard Setzwein. Amberg: Buch & Kunstverlag Oberpfalz, ©1993. 147 stran. ISBN 3-924350-32-9.
- Wo deine Bilder wachsen: Gedichte. Hrsg. von Margarete Sorg. Göttingen: Wallstein, 1994. 296 stran. ISBN 3-89244-185-5.
- Literatura a region: sborník z konference konané 7. a 8. prosince 1994 v Ostravě. V Opavě: Optys, 1995. 125 stran. ISBN 80-85819-34-1.
- Můj kousek světa: sborník západočeských spisovatelů k 700. výročí města Plzně. Plzeň: Středisko západočeských spisovatelů, 1995. Redakce František Fabian, výtvarná část Petr Strnad, Eduard Milka a Mikoláš Aleš. 160 stran.
- Naše město Plzeň. Plzeň: Nava, 1995. Ilustrace Vladimír Líbal.159 stran. ISBN 80-85254-55-7.
- Poézia na pomedzí. Senica: YaK, 1997. Obálka a grafická úprava Milan Mikula. 71 stran. ISBN 80-85728-09-5.
- Plzeň v proměnách času: (976-2000). Plzeň: Fraus, 2000. Redakce Viktor Viktora, Jana Horáková, Václav Malina. 286 stran. ISBN 80-7238-060-5.
- Blahoslav 2001: kalendář Církve československé husitské.  Praha: Blahoslav, 2001. Ilustrace Jana Wienerová.186 stran. ISBN 80-7000-049-X.
- Krabat v cizí noci: svátek lužickosrbské poezie, Varnsdorf 7. června 2001. Varnsdorf: Městská knihovna Varnsdorf, 2001. Sestavil Milan Hrabal, ilustroval Ludvík Kundera. 49 stran. ISBN 80-86409-04-X.
- Literární soutěž o Cenu Jana Masaryka: téma 5. ročníku Inter arma silent Musae (Mezi zbraněmi mlčí Múzy), Kultura malého národa v éře globalizace (Význam kultury pro život jedince a společnosti). Praha: JANUA, 2001. 222 stran. ISBN 80-902622-6-0.
- Obrazy obrazů: verše německých a západočeských básníků k obrazům v Západočeské galerii. Plzeň: Středisko západočeských spisovatelů, 2001. 48 stran. ISBN 80-238-9369-6. 2003
- Pošli to dál: kniha vzkazů lidem i vesmíru.  Praha: Chronos, 2003. Sestavili Věra Ludíková a Zdeněk Wagner. 191 stran. ISBN 80-86722-00-7.
- Slovník myšlenek. Olomouc: Nakladatelství Olomouc, 2003. Editorka Hana Ševčíková. 591 stran. ISBN 80-7182-152-7.
- Pátá koróna: antologie severočeských literátů.  Duchcov: Kapucín, 2004. Uspořádala Věra Bartošková ve spolupráci s Ladislavem Muškou a Patrikem Linhartem. 61 stran. ISBN 80-86467-09-0.
- Pošli to dál II: kniha vzkazů lidem i vesmíru.  Ústí nad Orlicí: Grantis, 2004. Sestavili Věra Ludíková a Zdeněk Wagner. 227 stran. Chronos. ISBN 80-86619-04-4.
- Vztahy 2005 [grafika].  Ústí nad Labem: NTD group, 2004. Poezie Karla Erbová, grafika Miroslav Houra. 1 kalendář.
- Báseň mého srdce: (poezie jako výraz osobnosti): rukopisy, portréty, kréda současných českých básníků. Brno: Host, 2005. 233 stran. ISBN 80-7294-154-2.
- Byli mezi námi.  Plzeň: Středisko západočeských spisovatelů, 2005. Výtvarný návrh obálky Marie Zajíčková. 41 stran.
- In vino veritas 2006 [grafika]. Ústí nad Labem: NTD group, 2005. [Fotografie František Šmahel, grafika Miroslav Houra, poezie Karla Erbová.] 1 kalendář.
- Pošli to dál III: kniha vzkazů lidem i vesmíru.  Ústí nad Orlicí: Grantis, 2005. Sestavili Věra Ludíková a Zdeněk Wagner. 262 stran. Chronos. ISBN 80-86619-09-5.
- Kde se země provinila: almanach Severočeského klubu spisovatelů v Ústí nad Labem. V Ústí nad Labem: Severočeská vědecká knihovna spolu se Severočeským klubem spisovatelů, 2009. Obálka a ilustrace Jana Wienerová, redaktoři Věra Bartošková, Pavel Koukal a Ladislav Muška. 99 stran. ISBN 978-80-7055-167-7.
- Setkání na Šumavě: antologie západočeských a bavorských spisovatelů. Praha: Protis, 2009. Redakce Josef Hrubý, překlad německých textů Jaroslava Málková a Josef Hrubý. 72 stran. ISBN 978-80-7386-057-8.
- Naděje na slunovrat: 800 let kláštera Chotěšov: pamětní list [grafika]. [Báseň Karla Erbová]. Chotěšov: 2010. 1 strana.
- Sever, západ, východ. Svazek 3, Západní Čechy.  [Ústí nad Labem]: Občanské sdružení H_aluze, 2010. Ediční příprava Vladimír Gardavský a Vladimír Novotný, ilustrace Ludmila Kristová. 127 stran. ISBN 978-80-904473-6-3.
- Umlklé struny zvuk…?: almanach Severočeského klubu spisovatelů. Ústí nad Labem: Severočeská vědecká knihovna spolu se Severočeským klubem spisovatelů, 2010. Obálka a ilustrace Jana Wienerová, redaktoři Věra Bartošková, Pavel Koukal a Ladislav Muška. 151 stran. ISBN 978-80-7055-173-8.
- Herzenslandschaften = Krajiny našich srdcí. Übers. der tschech. Orig.-Texte ins Dt. Walter Annuss und Elfi Hartenstein, Red. Marita A. Panzer und Rolf Stemmle. 1. Aufl. Regensburg: Kern, ©2011. 90 stran. ISBN 978-3-934983-40-3.
- Schodiště příběhů: almanach české poezie 2013.  Praze: Milan Hodek, 2013. Vladimír Stibor a kol., ilustrovala Alena Stiborová. 114 stran. ISBN 978-80-87688-05-2
- Psí knížka : Nezapomeňte také promluvit se psem. Plzeň : Nava, 2014. 78 stran. ISBN 978-80-7211-464-1.
- Kočkování: pro všechny případy pozor! Škrábou!: almanach prací členů Střediska západočeských spisovatelů v Plzni. Praha: Havlíček Brain Team, 2014. 77 s. ISBN 978-80-87109-54-0.
- Variace pro čtyři hlasy. Karla Erbová, Tamara Kopřivová, Jaroslava Málková, Vlasta Špinková. Plzeň: Nava, 2014. 89 stran. Radbuza; svazek X. ISBN 978-80-7211-471-9.
- Unterwegs: Geschichten aus Westböhmen und Ostbayern = Cestou: příběhy z východního Bavorska a západních Čech. Regensburg: Friedrich Pustet, [2015], ©2015. 187 stran. ISBN 978-3-7917-2658-8.
- Plzeňský literární almanach 2015: sborník prací členů Střediska západočeských spisovatelů v Plzni. Praha: Havlíček Brain Team, 2015. 159 stran. ISBN 978-80-87109-63-2.
- Duše plné slov: almanach Obce spisovatelů ČR 2017. Vydání první. Praha: Havlíček Brain Team, 2017. 482 stran. ISBN 978-80-87109-65-6.
- Refrény času: antológia súčasnej slovenskej a českej poézie = antologie současné české a slovenské poezie. 1. vydanie. Bratislava: Spolok slovenských spisovateľov, 2018. 247 stran. ISBN 978-80-8194-084-2.
- Moje republika 1918-2018: almanach historicko-beletristických textů členů Střediska západočeských spisovatelů vydaný ke stým narozeninám České republiky. Praha: Havlíček Brain Team, 2018. 158 stran. ISBN 978-80-87109-67-0.
- Žena? Žena! : Sborník příspěvků Střediska západočeských spisovatelů v Plzni. Plzeň : Nava, 2020. 221 stran. ISBN 978-80-7211-586-0.

- Dekameron 2020 : 100 nových povídek, které vznikly v době koronaviru. Praha : Bondy : Obec spisovatelů České republiky, 2020. Vybrala a uspořádala Lydie Romanská, ilustrace Jan Gabler. 411 stran. ISBN 978-80-88073-56-7.

### Zhudebněné texty
- Leon Juřica: [České, moravské a polské koledy] [zvukový záznam na CD]. [S.l.]: [s.n.], 1998. Poznámka: koledy Co to, rybáři, co to nesete? Jano, Pavle, Otíku.
- Leon Juřica: Svatá Anežka Česká: opera [hudebnina]. Libreto Karla Erbová. - Nepublikováno. Poznámka: Anežka Česká: operní libreto. Praha: K. Erbová, 1998. 39 s. - Nepublikováno.
- Leon Juřica: Via dolorosa: pro alt, lesní roh a varhany: na slova Karly Erbové [hudebnina]. – Nepublikováno. (1999)
- Leon Juřica: Cesta k Betlému: pro soprán, flétnu, housle a harfu: na slova Karly Erbové [hudebnina]. – Nepublikováno. (2000)
- Leon Juřica: Tři Marie: tři sóla a klavír: na slova Karly Erbové [hudebnina]. – Nepublikováno. (2001)
- Leon Juřica: Svatá Anežka: klavírní výtah: na slova Karly Erbové [hudebnina]. – Nepublikováno. (2007)
- Lukáš Sommer: Dávno mě nikdo nepohladil: tři melodramy na verše Karly Erbové ze sbírky Vasquesův jestřáb: pro recitátora a klavír nebo recitujícího klavíristu [hudebnina]. 1st publ. Praha: Talacko Editions, 2010, ©2008. 1 partitura (7 stran.). ISMN 979-0-706533-10-0.
- Jiří Bezděk: A na počátku bylo slovo... (melodram na báseň Karly Erbové) [hudebnina]. – Nepublikováno. (2015)[12]
- Jiří Bezděk: Rada příštím sebevrahům (kantáta na text Karly Erbové) [hudebnina]. - Nepublikováno. (2018)[13]
- Jiří Bezděk: O životě a smrti = About life and death [zvukový záznam]. Plzeň: Avik, [2021], ℗2021. 1 CD audio (68:24), obsahuje: Ariadné – řecký mýtus, 2017: melodram pro recitaci a symfonický orchestr na báseň Karly Erbové (24:07)[14]

## Ocenění
- 1960 Divadelní fakulta AMU a LF, prémie v soutěži na loutkovou hru pro děti za hru Zvířátka z našeho lesa
- 1969 Soutěž k 50. výročí Pravdy o nejlepší povídku 3. místo za povídku Ve své křehkosti lidské…
- 1975 Soutěž literární tvorby na počest 30. výročí osvobození Československa a ke Dni železničářů, 1. místo za črty Běžci a Tam, kde klíč leží pod prahem
- 1978 Celostátní soutěž, vyhlášená Federálním ministerstvem dopravy a spojů, Ústředním výborem odborového svazu a časopisem Železničář, 1. cena za prózu
- 1980 Celostátní soutěž, vyhlášená Federálním ministerstvem dopravy a spojů, Ústředním výborem odborového svazu a časopisem Železničář, 1. cena za publicistiku
- 1981 Angažovaná tvorba Plzeň, 1. cena za poezii a 3. cena za prózu
- 1982 Angažovaná tvorba Plzeň, 1. cena za poezii
- 1982 Celostátní soutěž, vyhlášená Federálním ministerstvem dopravy a spojů, Ústředním výborem odborového svazu a časopisem Železničář, 1. cena za publicistiku
- 1983 Angažovaná tvorba Plzeň, 1. cena za poezii a 3. cena za prózu
- 1984 Celostátní soutěž, vyhlášená Federálním ministerstvem dopravy a spojů, Ústředním výborem odborového svazu a časopisem Železničář, 2. cena za poezii
- 1984 Angažovaná tvorba Plzeň, 2. cena za prózu
- 1985 Angažovaná tvorba Plzeň, 1. cena za poezii
- 1986 Branislavův Beroun, 1. cena za poezii
- 1987 Rozhlasová žatva, zvláštní cena za básnickou skladbu Jakub zápasí s andělem
- 1987 Celostátní soutěž, vyhlášená Federálním ministerstvem dopravy, Ústředním výborem odborového svazu a časopisem Železničář, cena za literární tvorbu
- 1989 Cena Ústředního výboru odborového svazu a Ústředního kulturního domu železničářů za literární tvorbu
- 1993 Literární Varnsdorf, 1. místo za poezii
- 1995 Cena města Plzně za celoživotní dílo
- 1999 Cena Jana Zahradníčka za českou poezii
- 2001 Cena Bohumila Polana, čestné uznání za sbírku Krajina s osamělým jezdcem
- 2003 Cena Bohumila Polana, 1. místo za sbírku Liánový most
- 2005 Cena Bohumila Polana, čestné uznání za sbírku Dům plný dopisů
- 2006 Cena Bohumila Polana, 1. místo za sbírku Vasquézův jestřáb
- 2006 Zvláštní doživotní cena literárního měsíčníku PLŽ
- 2008 Povídka roku 2008, 1. místo v 1. kole za povídku Vojta
- 2016 Čestný doktorát na World Akademy of Art and Culture v Kalifornii
- 2017 Cena Bohumila Polana, 1. místo za sbírku Na příkrém břehu světa
- 2019 Cena Bohumila Polana, 1. místo za prózu Žena žena žena[15]
- 2021 Stříbrná medaile města Plzně za celoživotní přínos literatuře
- 2023 Artis Bohemiae Amicis za šíření dobrého jména české kultury v tuzemsku i v zahraničí[16]

## Dokumentární portrét
O Karle Erbové natočil v roce 2023 režisér Štěpán Havlín dokumentární portrét s názvem Ulita. Básnířka v něm vypráví o zásadních milnících svého života, neopomíjí ani současnost. Navzdory vysokému věku a zdravotním obtížím se věnuje své literární práci a účastní se literárních čtení. Ve filmu je také zachyceno její poslední veřejné vystoupení, a sice udělení medaile Artis Bohemiae Amicis z rukou ministra kultury. Dokument je proložen citacemi z dopisů, které básnířka psala své dlouholeté kamarádce, ty do filmového díla vnáší další rovinu: „intimní, často sebeironicky odlehčenou výpověď o stáří, samotě a vztazích s blízkými, ale i nezdolné víře v poezii.“ Dopisy načetla herečka Radka Fidlerová. Film měl premiéru v prosinci 2024 v kině Světozor. Od února 2025 je ke zhlédnutí na platformě Stream.cz.